# Reginald Johnston
Sir Reginald Fleming Johnston (Edinburgh, 1874. október 13. – Edinburgh, 1938. március 6.) kínai neve pinjin hangsúlyjelekkel: Zhuāng Shìdūn; magyar népszerű: Csuang Si-tun; egyszerűsített kínai: 庄士敦; hagyományos kínai: 莊士敦) skót származású brit diplomata, sinológus, Pu Ji császár nevelője.

## Élete, munkássága
A skóciai születésű Johnston kezdetben az Edinburgh-i Egyetemen tanult, majd tanulmányait az oxfordi Magdalen College-ban folytatta. 1898-ban lépett a gyarmati szolgálatra jelentkezett és Hongkongba utazott. 1906-ban áthelyezték a Santung tartományban található tengerparti Vejhajvejbe (威海衛), ahol Sir James Stewart Haldane Lockhart munkatársa lett.
1919-ben nevezték ki az akkor tizenhárom éves Pu Ji nevelőjének. Miután az utolsó kínai császárnak 1924-ben el kellett hagynia a Tiltott Várost Johnston a Brit Kínai Kártalanítási Bizottság titkáraként dolgozott (1926). 1927-ben pedig Vejhajvej második polgári biztosa lett. 1930. október 1-ig maradt Kínában.
Hazatérte után 1931-ben professzorrá nevezték ki a Londoni Egyetemen működő School of Oriental and African Studiesra. 1935-ben a 16 ezer kötetes könyvtárát az iskola könyvtárának adományozta, tanítani viszont nem szeretett. Pu Jival még akkor is tartotta a kapcsolatot, amikor az a japánok bábcsászára lett Mandzsukuóban.
Johnston 1937-ben vonult nyugdíjba, és egy skóciai kis szigeten, Eilean Righ-on telepedett le. Rövid betegség után, a rákövetkező évben elhunyt. Végrendelete szerint vallásos szertartás nélkül hamvasztották el, hamvait pedig a közeli öbölben szórták szét. Kérésének megfelelően leveleit és egyéb dokumentumait elégették.

## Fontosabb művei
- Johnston, Reginald Fleming. Remarks on the Province of Shantung. Cornell University Library (1905). ISBN 978-1-112-55778-1
- Johnston, Reginald Fleming. From Peking to Mandalay: A Journey from North China to Burma Through Tibetan Ssuch'uan and Yunnan. Soul Care Publishing (1908). ISBN 0-9680459-7-9
- Johnston, Reginald Fleming. Lion and Dragon in Northern China. Nabu Press (1910). ISBN 978-1-148-73250-3
- Johnston, Reginald Fleming. A Chinese Appeal to Christendom Concerning Christian Missions. Nabu Press (1911). ISBN 978-1-149-01612-1
- Johnston, Reginald Fleming. Buddhist China. Soul Care Publishing (1913). ISBN 0-9680459-3-6
- Johnston, Reginald Fleming. Letters to a Missionary. Cornell University Library (1918). ISBN 978-1-112-04861-6
- Johnston, Reginald Fleming. The Chinese Drama. Kelly and Walsh (1921). ISBN 978-1481220675
- Johnston, Reginald Fleming. Twilight in The Forbidden City. Soul Care Publishing (1934). ISBN 0-9680459-5-2
- Johnston, Reginald Fleming. Confucianism and Modern China. Soul Care Publishing (1935). ISBN 0-9680459-4-4